# Control (bài hát của Janet Jackson)
"Control" là một bài hát của ca sĩ người Mỹ Janet Jackson nằm trong album phòng thu thứ 3 cùng tên của cô (1986). Nó được sáng tác và sản xuất bởi bộ đôi Jimmy Jam & Terry Lewis với sự tham gia hỗ trợ viết lời từ Jackson, và phát hành như là đĩa đơn thứ tư trích từ album vào ngày 21 tháng 10 năm 1986 bởi A&M Records. Lời bài hát nói về việc Jackson muốn kiểm soát cuộc sống của mình.
Đây là đĩa đơn thứ 3 liên tiếp từ album lọt vào top 5 bảng xếp hạng Billboard Hot 100, và nhận được những phản hồi tích cực từ các nhà phê bình âm nhạc đương đại. Jackson đã biểu diễn "Control" trong tất cả các chuyến lưu diễn trong sự nghiệp của mình, ngoại trừ janet. Tour.

## Danh sách các phiên bản chính thức
- Bản album – 5:53
- A cappella – 3:56
- Bản chỉnh sửa Design of a Decade tại Mỹ – 5:15
- Bản 7" – 3:26
- Bản mix mở rộng – 7:33
- Bản Dub – 5:55
- Bản Video mix – 6:02
- Bản Video mix chỉnh sửa – 4:35

## Danh sách bài hát
| Đĩa 7" tại Mỹ và châu Âu A. "Control" (chỉnh sửa) – 3:26 B. "Fast Girls" – 3:18 Đĩa 12" tại Mỹ và châu Âu A1. "Control" (mở rộng) – 7:33 B1. "Control" (dub) – 5:55 B2. "Control" (a cappella) – 3:55 Đĩa 7" tại Vương quốc Anh A. "Control" (chỉnh sửa) – 3:26 B. "Pretty Boy" – 6:32 | Đĩa 12" tại Vương quốc Anh A1. "Control" (mở rộng) – 7:33 A2. "Control" (chỉnh sửa) – 3:26 B1. "Control" (dub) – 5:55 B2. "Pretty Boy" – 6:32 Đĩa 12" tại Úc A1. "Control" (video mix) – 7:33 B1. "Control" (dub) – 5:55 B2. "Control" (a cappella) – 3:55 |

## Xếp hạng và chứng nhận
| Bảng xếp hạng (1986/1987)            | Vị trí cao nhất |
| ------------------------------------ | --------------- |
| Australian Kent Music Report         | 82              |
| Belgian Singles Chart (Flanders)     | 20              |
| Canadian Singles Chart               | 18              |
| Dutch Top 40                         | 12              |
| New Zealand Singles Chart            | 16              |
| UK Singles Chart                     | 42              |
| U.S. Billboard Hot 100               | 5               |
| U.S. Billboard Hot R&B/Hip-Hop Songs | 1               |
| U.S. Billboard Hot Dance Club Play   | 1               |

| Bảng xếp hạng (1987)   | Vị trí |
| ---------------------- | ------ |
| U.S. Billboard Hot 100 | 37     |

| Quốc gia                                  | Chứng nhận | Số đơn vị/doanh số chứng nhận |
| ----------------------------------------- | ---------- | ----------------------------- |
| Hoa Kỳ (RIAA)                             | Vàng       | 500.000^                      |
| ^ Chứng nhận dựa theo doanh số nhập hàng. |            |                               |